# Taeniophyllum kapahense
Taeniophyllum kapahense är en orkidéart som beskrevs av Cedric Errol Carr. Taeniophyllum kapahense ingår i släktet Taeniophyllum och familjen orkidéer. Inga underarter finns listade i Catalogue of Life.